# 스터 오브 에코
《스터 오브 에코》(영어: Stir of Echoes)는 미국에서 제작된 데이비드 켑 감독의 1999년 초자연 공포 영화이다. 케빈 베이컨 등이 출연하였고, 주디 호플런드 등이 제작에 참여하였다. 미국에서 1999년 9월 19일 개봉되었다.
속편으로 롭 로가 주연한 2007년 텔레비전 영화 《스터 오브 에코 2》가 있다.

## 줄거리
가족 모임에서 초자연 현상에 대해 보다 열린 마음을 가질 수 있게 하는 최면을 받은 톰은 지적 장애가 있는 17세 이웃 소녀의 실종 사건을 파헤치게 된다.

## 출연
- 케빈 베이컨 - 톰 위츠키 역
- 캐스린 어비 - 매기 위츠키 역
- 재커리 데이비드 코프 - 제이크 위츠키 역
- 일리아나 더글러스 - 리사 역
- 제니퍼 모리슨 - 서맨사 코잭 역
- 라이자 와일 - 데비 코잭 역
- 케빈 던 - 프랭크 매카시 역
- 루시아 스트러스 - 실라 매카시 역

## 기타 제작진
- 배역: 메리 커훈, 레이철 테너, 미키 패스칼
- 미술: 넬슨 코츠
- 의상: 리사 에번스

## 우리말 녹음
MBC 성우진
- 안지환 - 톰 (케빈 베이컨)
- 기경옥 - 이브 (캐스린 어비)
- 한규희
- 전임복
- 이성
- 이미자
- 이우신
- 고성일
- 김서영
- 김지영
- 배정민
- 이상훈
- 이자옥
- 최한
- 표영재